# Richard Altmann
Richard Altmann (* 12. März 1852 in Deutsch Eylau (Iława, Kreis Rosenberg, heute in Polen); † 7. Dezember 1900 in Hubertusburg) war ein deutscher Pathologe und Histologe.
Altmann studierte Medizin in Greifswald, Königsberg, Marburg und Gießen. Er promovierte 1877. Altmann wurde Assistent und Prosektor an der Universität Leipzig, wo er sich 1882 habilitierte und 1887 außerordentlicher Professor für Anatomie und Histologie wurde. Er war seit 1893 Ordentliches Mitglied der Königlich Sächsischen Gesellschaft der Wissenschaften zu Leipzig.
Richard Altmann entdeckte 1886 die Mitochondrien und prägte 1889 den Begriff Nukleinsäure.

## Werke
- Ueber embryonales Wachsthum. Sitzungsber. naturf. Ges. Leipzig, 6. April 1881.
- Studien über die Zelle. Band I. Leipzig 1886.
- Ueber Nucleinsäuren. In: Archiv für Anatomie und Physiologie. Physiologische Abteilung. Leipzig 1889, S. 524–536.
- Zur Geschichte der Zelltheorien. Ein Vortrag. Leipzig 1889.
- Die Elementarorganismen und ihre Beziehungen zu den Zellen. Leipzig 1890. (Digitalisat und Volltext im Deutschen Textarchiv)
- Zur Theorie der Bilderzeugung. Leipzig 1880.